# Eurovisiesongfestival 1970
Het Eurovisiesongfestival 1970 was het vijftiende Eurovisiesongfestival en vond plaats op 21 maart 1970 in Amsterdam. Het werd gepresenteerd door Willy Dobbe. Van de twaalf deelnemende landen won Ierland met het nummer All kinds of everything, uitgevoerd door Dana. Dit lied kreeg 32 punten, 23,5% van het totale aantal punten.
Met 26 punten werd het Verenigd Koninkrijk tweede, gevolgd door West-Duitsland op de derde plaats met 12 punten.
Met enkel een dozijn deelnemende landen had het Eurovisiesongfestival 1970 de dunste bezetting sinds 1959. Portugal, Zweden, Noorwegen en Finland bleven uit protest tegen het stemschandaal van 1969 thuis, Oostenrijk had zich in 1969 al teruggetrokken en koos er voor om ook dit jaar afwezig te zijn.
Tijdens de generale repetitie stortte een deel van het podium in, maar tijdens de tv-uitzending ging alles goed.

## Interludium
Het interludium werd gevuld met de Don Lurio Dansers uit Amsterdam.

## Puntentelling

### Stemstructuur
Net als vorig jaar had elk land tien juryleden, die elk 1 punt aan een liedje gaven. Stemmen op het eigen land was niet toegestaan.
Na de vier winnaars op het festival van 1969 was er een nieuwe regel: in het geval van een gelijke eindstand zouden de landen op nummer één opnieuw optreden. De andere landen zouden dan hun favoriete lied kiezen. Helemaal waterdicht was de regel niet: als er ná de tweede stemming nog steeds een gedeelde eerste plek zou zijn, bleef dat zo.

### Score bijhouden
De deelnemende landen stonden in het Nederlands op het bord.
Voor elk land stond het nummer van het optreden. Het Verenigd Koninkrijk stond vermeld als Groot-Brittannië.
Achter elk land stond de landcode zoals die ook op auto's gebruikt wordt.
Achter elk land stond het totaal aantal punten.
De gegeven punten werden achter de landnaam neergezet en daarna gelijk bij het totaal van het land opgeteld.
Tijdens de puntentelling zat de presentatrice achter een bureau onder het scorebord.

### Stemmen
De jury's werden in volgorde van optreden opgebeld.
De vertegenwoordiger van het land noemde het land en het aantal punten in het Engels of Frans.
De presentatrice herhaalde dit.
Daarna noemde de presentatrice het land en punten in de andere taal.
In het Frans werd het woord points gebruikt, terwijl men in het Engels sprak over votes.

### Beslissing

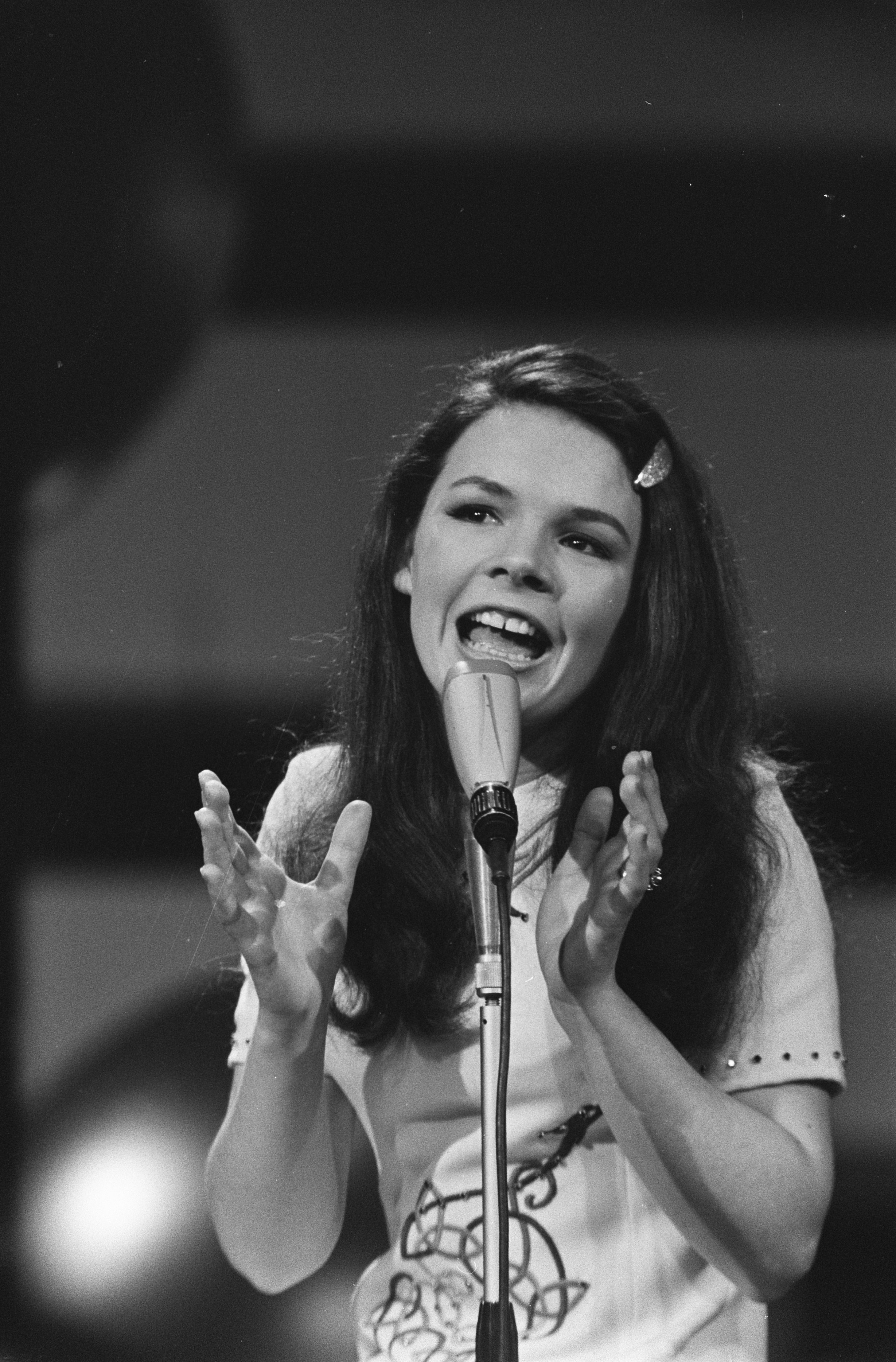
Dana zingt het winnende nummer All kinds of everything tijdens het Eurovisiesongfestival 1970

Na de één-na-laatste stemming, die van West-Duitsland, was het eigenlijk duidelijk dat Ierland de winnaar was. Ierland had 32 punten. Het verschil met het Verenigd Koninkrijk was 9 punten. Het was mogelijk om 9 punten aan één land te geven (België had Ierland al negen punten gegeven), maar Ierland leek de hele puntentelling al een favorietenrol toebedeeld.
De Ierse juryvoorzitter grapte dat hij erg blij was voordat hij de punten doorgaf. Na 1 punt aan zowel Zwitserland als België was het duidelijk: Ierland kon niet meer ingehaald worden.

### Resultaat
| Plaats | Land                | Artiest(en)            | Lied                        | Punten |
| ------ | ------------------- | ---------------------- | --------------------------- | ------ |
| 1      | Ierland             | Dana                   | All kinds of everything     | 32     |
| 2      | Verenigd Koninkrijk | Mary Hopkin            | Knock, knock who's there?   | 26     |
| 3      | Duitsland           | Katja Ebstein          | Wunder gibt es immer wieder | 12     |
| 4      | Spanje              | Julio Iglesias         | Gwendolyne                  | 8      |
| 4      | Frankrijk           | Guy Bonnet             | Marie Blanche               | 8      |
| 4      | Zwitserland         | Henri Dès              | Retour                      | 8      |
| 7      | Nederland           | Hearts of Soul         | Waterman                    | 7      |
| 8      | België              | Jean Vallée            | Viens l'oublier             | 5      |
| 8      | Italië              | Gianni Morandi         | Occhi di ragazza            | 5      |
| 8      | Monaco              | Dominique Dussault     | Marlène                     | 5      |
| 11     | Joegoslavië         | Eva Sršen              | Pridi, dala ti bom cvet     | 4      |
| 12     | Luxemburg           | David Alexandre Winter | Je suis tombé du ciel       | 0      |

## Deelnemers

### België en Nederland

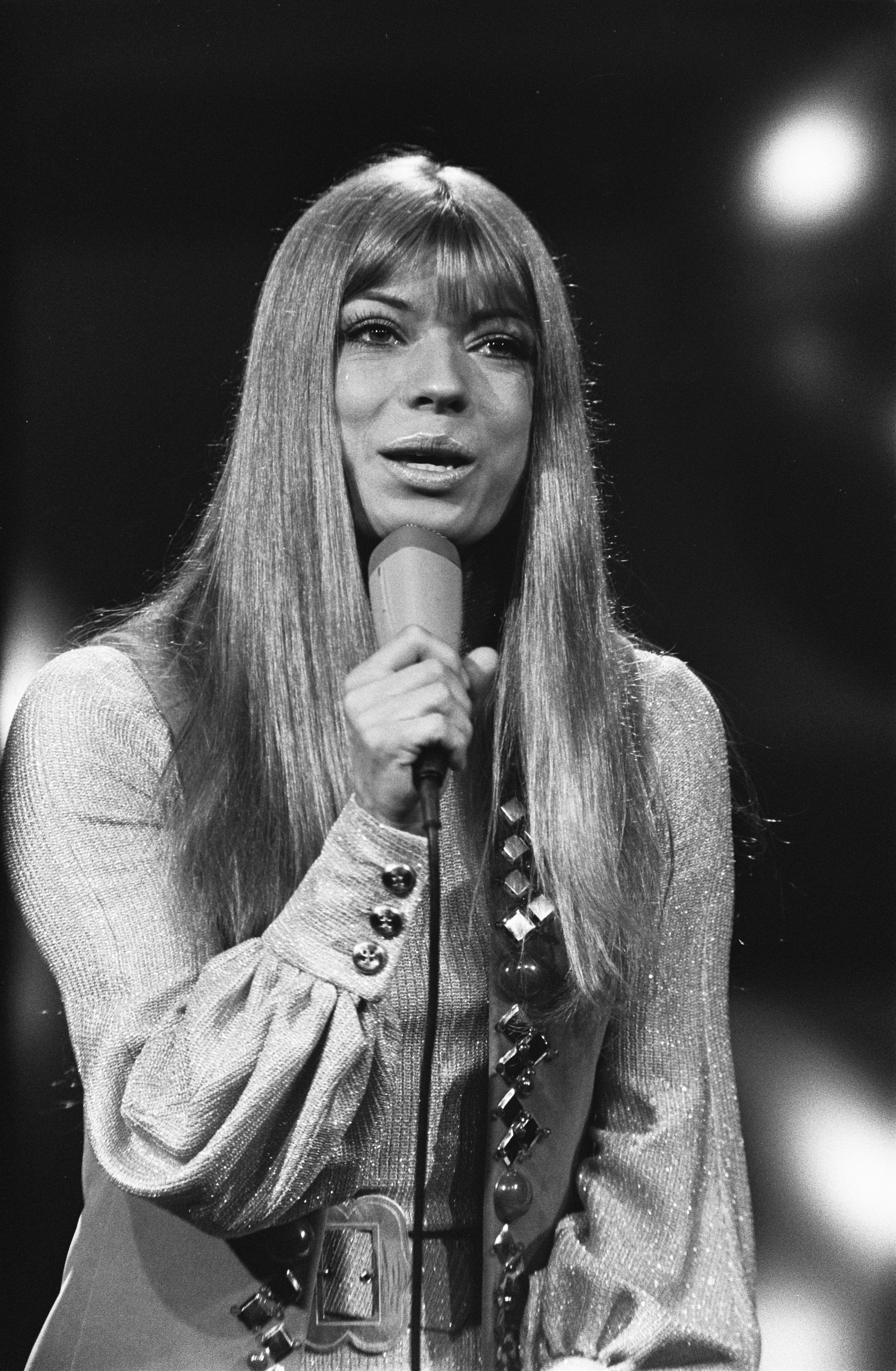
Katja Ebstein tijdens haar eerste van drie Eurovisieoptredens. Ze nam ook deel in 1971 en 1980

België werd vertegenwoordigd door Jean Vallée met Viens l'oublier, Nederland werd vertegenwoordigd door Hearts of Soul met Waterman. Omdat het songfestivalreglement nog niet voorzag in optredende groepen, werd de groepsnaam voor het festival tijdelijk veranderd in "Patricia en The Hearts of Soul"

### Oude bekenden
Dit was het eerste jaar dat er geen artiest aantrad die voor de tweede maal erbij was. De zusjes Patricia Maessen, Stella Maessen en Bianca Maessen van Hearts of Soul, Guy Bonnet, Jean Vallée en Katja Ebstein zouden in de toekomst nog hun rentree maken op het Eurovisiepodium.
In Frankrijk waagden Isabelle Aubret en Noëlle Cordier opnieuw hun kans in de nationale voorronde, maar ze faalden. Kirsti Sparboe, die Noorwegen al 3 keer had vertegenwoordigd, wilde dit keer voor West-Duitsland gaan, maar ze kwam niet door de Duitse voorronde heen.

### Nationale keuzes
Winnares Dana uit Ierland had het voorgaande jaar ook al deelgenomen aan de Ierse preselectie. Spanje werd vertegenwoordigd door de inmiddels wereldberoemde Julio Iglesias.

### Landen die niet deelnamen
- Portugal (zie ook Portugal op het Eurovisiesongfestival)
- Zweden (zie ook Zweden op het Eurovisiesongfestival)
- Noorwegen (zie ook Noorwegen op het Eurovisiesongfestival)
- Finland (zie ook Finland op het Eurovisiesongfestival)

Deze landen trokken zich terug uit protest tegen de gang van zaken omtrent het Eurovisiesongfestival 1969, waarbij niet één maar vier winnaars uit de bus waren gekomen. Portugal had als enige al een artiest en een lied uitgekozen. Oostenrijk was in 1969 ook al thuisgebleven, omdat het niet wilde aantreden in een land met een dictator als staatshoofd (zie ook Oostenrijk op het Eurovisiesongfestival).

### Kaart

Deelnemende landen
Landen die al meegedaan hebben maar niet meedoen